# Smartwings
Смарт Вінгз (англ. Smart Wings) — бренд чеської авіакомпанії Travel Service. «Смарт Вінгз» здійснює регулярні рейси по Європі і Близькому Сходу, є найвідомішою серед чеських бюджетних авіакомпаній.

## Історія
Приватна чартерна авіакомпанія Travel Service Airlines була заснована в 1997 році, і займалася, в основному, повітряним чартером для різних туроператорів. У 2004 році Travel Service зареєструвала торгову марку Smart Wings, для недорогих регулярних рейсів в міста Європи і Азії.
Урочисте відкриття відбувалося в аеропорту «Рузіне» 1 травня 2004 року, де був присутній президент Чеської Республіки Вацлав Клаус. Авіаційний флот складався з двох Boeing 737-500, що раніше належали німецької авіакомпанії Lufthansa. У той же день були здійснені перші два рейси: повідомленням Прага — Париж ( «Руассі-Шарль-де-Голль») і Прага — Цюрих.
Після банкрутства в 2009 році авіакомпанії SkyEurope (базувалася в Братиславі (Словаччина) і Празі), Smart Wings змогла запровадити постійні рейси в Париж і Рим.

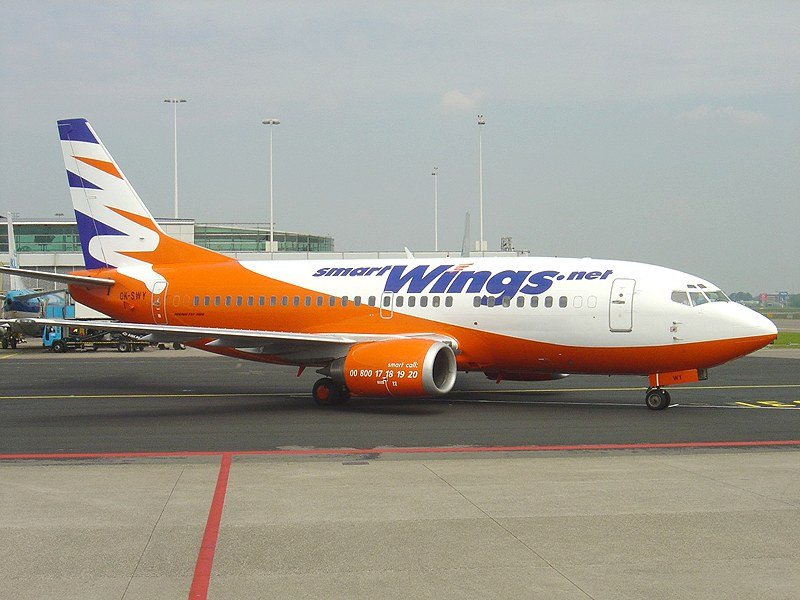
Smart Wings Боїнг 737-500, Рузіне (Прага), 2006 рік.

В якості основних хабів Smart Wings використовують міжнародні аеропорти «Рузіне» в Празі і «Феріхедь» в Будапешті (з 2007 року), а також додаткові аеропорти в Брно («Туржани») і Остраві (аеропорт «Леоша Яначека»).
У 2007 році ісландська компанія Icelandair Group виявила намір викупити Smart Wings у Travel Service (до 2008 року передбачалось викупити всі 100 % акцій компаній), проте в Travel Service на цю операцію не пішли. На сьогоднішній день обидві компанії (Travel Service і Smart Wings) входять в концерн Icelandair Group.
Починаючи з березня 2015 авіакомпанія починає виконувати щоденні регулярні польоти за маршрутом Прага-Москва-Прага, при цьому запропонувавши тарифи нижче на 30% у порівнянні з іншими учасниками ("Аерофлот" і "ЧВА-Чеські аеролінії").